# Síakrobatika a 2016. évi téli ifjúsági olimpiai játékokon
A 2016. évi téli ifjúsági olimpiai játékokon a síakrobatika versenyszámait február 14. és 20. között rendezték az Øyeri Hafjell Parkban, illetve a félcső számokat az Osló-i Oslo Vinterparkban.

## Éremtáblázat
(A táblázatokban az egyes számoszlopok legmagasabb értéke, vagy értékei vastagítással kiemelve.)
| A 2016. évi téli ifjúsági olimpiai játékok éremtáblázata síakrobatikában | A 2016. évi téli ifjúsági olimpiai játékok éremtáblázata síakrobatikában | A 2016. évi téli ifjúsági olimpiai játékok éremtáblázata síakrobatikában | A 2016. évi téli ifjúsági olimpiai játékok éremtáblázata síakrobatikában | A 2016. évi téli ifjúsági olimpiai játékok éremtáblázata síakrobatikában | Olimpia  |
| ------------------------------------------------------------------------ | ------------------------------------------------------------------------ | ------------------------------------------------------------------------ | ------------------------------------------------------------------------ | ------------------------------------------------------------------------ | -------- |
|                                                                          | Ország                                                                   | Arany                                                                    | Ezüst                                                                    | Bronz                                                                    | Összesen |
| 1.                                                                       | Egyesült Államok (USA)                                                   | 1                                                                        | 2                                                                        | 0                                                                        | 3        |
| 2.                                                                       | Nagy-Britannia (GBR)                                                     | 1                                                                        | 0                                                                        | 1                                                                        | 2        |
| 2.                                                                       | Norvégia (NOR)                                                           | 1                                                                        | 0                                                                        | 1                                                                        | 2        |
| 4.                                                                       | Kanada (CAN)                                                             | 1                                                                        | 0                                                                        | 0                                                                        | 1        |
| 4.                                                                       | Oroszország (RUS)                                                        | 1                                                                        | 0                                                                        | 0                                                                        | 1        |
| 4.                                                                       | Svájc (SUI)                                                              | 1                                                                        | 0                                                                        | 0                                                                        | 1        |
|                                                                          |                                                                          |                                                                          |                                                                          |                                                                          |          |
| 7.                                                                       | Ausztrália (AUS)                                                         | 0                                                                        | 1                                                                        | 1                                                                        | 2        |
| 7.                                                                       | Új-Zéland (NZL)                                                          | 0                                                                        | 1                                                                        | 1                                                                        | 2        |
| 9.                                                                       | Belgium (BEL)                                                            | 0                                                                        | 1                                                                        | 0                                                                        | 1        |
| 9.                                                                       | Franciaország (FRA)                                                      | 0                                                                        | 1                                                                        | 0                                                                        | 1        |
|                                                                          |                                                                          |                                                                          |                                                                          |                                                                          |          |
| 11.                                                                      | Ausztria (AUT)                                                           | 0                                                                        | 0                                                                        | 1                                                                        | 1        |
| 11.                                                                      | Csehország (CZE)                                                         | 0                                                                        | 0                                                                        | 1                                                                        | 1        |
|                                                                          |                                                                          |                                                                          |                                                                          |                                                                          |          |
| Összesen                                                                 | Összesen                                                                 | 6                                                                        | 6                                                                        | 6                                                                        | 18       |

## Érmesek

### Fiú
| A 2016. évi téli ifjúsági olimpiai játékok érmesei fiú síakrobatikában |                                      |                             |                                         |                                  |                                       |                                 |
| Versenyszám                                                            | Arany                                | Arany                       | Ezüst                                   | Ezüst                            | Bronz                                 | Bronz                           |
| Félcső                                                                 | Birk Irving · Egyesült Államok (USA) | 93,00                       | Finn Bilous · Új-Zéland (NZL)           | 92,20                            | Trym Sunde Abdressen · Norvégia (NOR) | 80,20                           |
| Lejtő                                                                  | Birk Ruud · Norvégia (NOR)           | 89,20                       | Alexander Hall · Egyesült Államok (USA) | 87,40                            | Finn Bilous · Új-Zéland (NZL)         | 86,00                           |
| Krossz                                                                 | Reece Howden · Kanada (CAN)          | Reece Howden · Kanada (CAN) | Xander Vercammen · Belgium (BEL)        | Xander Vercammen · Belgium (BEL) | Louis Muhlen · Ausztrália (AUS)       | Louis Muhlen · Ausztrália (AUS) |

### Lány
| A 2016. évi téli ifjúsági olimpiai játékok érmesei lány síakrobatikában |                                         |                                 |                                       |                                |                                         |                                    |
| Versenyszám                                                             | Arany                                   | Arany                           | Ezüst                                 | Ezüst                          | Bronz                                   | Bronz                              |
| Félcső                                                                  | Madison Rowlands · Nagy-Britannia (GBR) | 88,60                           | Paula Cooper · Egyesült Államok (USA) | 79,00                          | Lara Wolf · Ausztria (AUT)              | 74,20                              |
| Lejtő                                                                   | Lana Prusakova · Oroszország (RUS)      | 77,00                           | Lou Barin · Franciaország (FRA)       | 72,80                          | Madison Rowlands · Nagy-Britannia (GBR) | 67,80                              |
| Krossz                                                                  | Talina Gantenbein · Svájc (SUI)         | Talina Gantenbein · Svájc (SUI) | Zali Offord · Ausztrália (AUS)        | Zali Offord · Ausztrália (AUS) | Klára Kašparová · Csehország (CZE)      | Klára Kašparová · Csehország (CZE) |